# Naoki Tatsuta
Naoki Tatsuta (Prefettura di Wakayama, 8 settembre 1950) è un doppiatore giapponese, facente parte dell'agenzia Aoni Production. È principalmente conosciuto per i ruoli di Buta Gorilla in Kiteretsu Daihyakka, di Daima Jin in High School! Kimengumi, di Olong in Dragon Ball Z, del padre di Ashibe in Shōnen Ashibe e di Scoop-kun in Shūkan Kodomo News.

## Ruoli interpretati

### Serie televisive
- 21-emon (Gonsuke)
- Astro Boy (Robita)
- Angel Heart (Hideo Mochiyama)
- Anime Sanjushi (Coby)
- Aura Battler Dunbine (Hon Wan)
- B Biidaman Bakugaiden V (Count Dracula)
- Bakuretsu Hunter (Sukoya)
- Blue Gale Xabungle (Propopiev Sandora)
- Bomberman Jetters (Mechadoc)
- I Cavalieri dello zodiaco (Damian)
- Cyborg Kuro-chan (narratore)
- Chikkun Takkun (Jitabata Mechaman)
- Cowboy Bebop (Dr. Yuuri Kellerman)
- Doraemon (Sunetsugu, Suneo)
- Dragon Ball (Olong, Ko-Gamera, Boxer, Wolf, Seal Soldier)
- Dragon Ball Z (Olong, Korin, Yamu, Bubbles, Haiya Dragon, Tsuno, Mayor)
- Dragon Ball GT (Big Bro' Kidnapper)
- Dragon Ball Kai (Olong)
- Dragon Ball Super (Olong, Re Kaioh del Nord, Narratore, dall'episodio 12)
- Dragon Ball Daima (Narratore)
- Dragon League (Amon)
- Dragon Quest: Dai no Daibouken (Zaboera)
- Duel Masters (Maruo Kakuko)
- Fearsome Biomen Umekichi
- Future GPX Cyber Formula (Edelhi Bootsvorz)
- GeGeGe no Kitarō #4 (Ittan Momen, Nurikabe)
- GeGeGe no Kitarō #5 (Konaki-Jijii, Nurikabe)
- Gin Tama (Yagyu Binbokusai)
- Hare Tokidoki Buta (Preside)
- High School! Kimengumi (Daima Jin)
- Kimagure Orange Road (Kazuya Hatta)
- Kingyo Chūihō (Same)
- Kinnikuman: Nisei (Nakano-san, Minch)
- Kirby (Dr. Eskargon)
- Kiteretsu Daihyakka (Kaoru Kumada (Buta Gorilla) (2nd appearance))
- Kyattōnin Tsutete Yandē (Gen nari Sei)
- Magical☆Shopping Arcade Abenobashi (Shin Imamiya, Aban narration)
- Mahō no Star Magical Emi (Topo)
- Mahō tsukai Pretty Cure! (Labut)
- Maison Ikkoku (Kindergarten Principal)
- Maitchingu Machiko-sensei (Kinzō Abashiri)
- Mashurambō (Kūtaru)
- Meimon! Daisan Yakyūbu (Hiroshi Takahashi)
- Metal Fighter MIKU (Kōzō Shibano)
- Mobile Fighter G Gundam (Romalio Monini)
- Mobile Suit Gundam (Marker Clan, Job John)
- Mobile Suit Gundam SEED (Lewis Halberton)
- Mobile Suit Gundam SEED Destiny (Lewis Halberton)
- Mobile Suit Gundam ZZ (Danny, Dudemo)
- Mushrambo (Kutal)
- My Neighbor Totoro
- Nine: Final (Okabe)
- Obake no Q-tarō (Kisa)
- One Piece (Tonjit, Capone "Gang" Bege, Vasco Shot)
- Pluto (Tse Tse Mar)
- PPG Z - Superchicche alla riscossa (Poncho)
- Pokémon (Professor Nishinomori)
- Red Baron (Isao Kumano)
- Sailor Moon SuperS (Mister Magic Pierrot, Dentista)
- Samurai Pizza Cats (Gennarisai)
- Shin Hakkenden (Chūji)
- Shōnen Ashibe (Ashibe's dad)
- Sue Cat (Billy)
- Susie-chan to Marvie (Professor Peabunny)
- Tanoshii Willow Town (Tad)
- Transformers: The Headmasters (Mindwipe)
- Tsuribaka Nisshi (Kazuo Sasaki)
- Urusei Yatsura (???)
- Yu-Gi-Oh! Duel Monsters GX (Vice-Principal Napoleon)
- Zipang (Kanji Ishiwara)

### OAV
- I Cavalieri dello zodiaco - The Lost Canvas  (Skelleton Marchino)
- Dream Hunter Rem (Beta)
- Future GPX Cyber Formula (Edelhi Bootsvorz)
- Grappler Baki (Mitsunari Tokugawa)
- Kimagure Orange Road (Kazuya Hatta)
- Legend of the Galactic Heroes (Puretseri)
- Luna Varga (Chef)
- Space Pirate Captain Herlock: The Endless Odyssey (Yattran)
- Super Mario's Snow White by the Amada Printing and Processing Company (Luigi, Ludwig von Koopa, Roy Koopa, Lemmy Koopa)

### Videogiochi
- Ace Combat 5 (Transport Pilot, Yuktobania Navy Commandant)
- Astro Boy (videogioco 2004) (Robita)
- Battle Fantasia (Donvalve Du Don)
- BS Super Mario Collection (Bowser)
- BS Super Mario USA Power Challenge (Commander, FryGuy, Clawglip)
- Crime Crackers 2 (Parrot)
- Dragon Ball Z: Ultimate Battle 22 (Olong)
- Dragon Ball Z: Budokai (Olong, Karin)
- Dragon Ball Z: Budokai 3 (Olong, Bubbles)
- Dragon Ball: Origins (Olong)
- Dragon Ball Z: Infinite World (Bubbles)
- Dragon Ball Z: Kakarot (Re Kaioh del Nord, Olong)
- Dragon Ball: Sparking! Zero (Re Kaioh del Nord, Narratore)
- Final Fantasy VII Remake (Palmer)
- Final Fantasy VII Rebirth (Palmer)
- Kingdom Hearts II (Tappo)
- Kingdom Hearts 3D: Dream Drop Distance (Bassotto basso)
- Kingdom Hearts III (Tappo)
- Kinnikuman Nisei: Legend Choujins vs. New Generation Choujins (Nakano-san)
- Kinnikuman Generations (Nakano-san)
- Kinnikuman Muscle Generations (Nakano-san)
- Kinnikuman Muscle Grand Prix Max (Nakano-san)
- Klonoa 2: Lunatea's Veil (Baguji)
- Mega Man X: Command Mission (Professor Gaudile)
- Metal Gear Solid 3: Snake Eater (Sokolov)
- Metal Gear Ac!d 2 (Chaigidiel)
- Metal Gear Solid: Portable Ops (Sokolov)
- One Piece: Pirate Warriors 4 (Capone "Gang" Bege)
- Persona 3 Reload (Bunkichi Kitamura)
- Policenauts (Jun Ishida)
- R's Study (Ｒの書斎?, R no Shosai) (Mr. R, The Devil)
- Red Alert (Mr. Lee)
- Shining Force EXA (Garyu)
- Sonic the Hedgehog (Bean the Dynamite)
- Spyro the Dragon (Dragon Voice)
- Super Dragon Ball Z (Olong)
- Super Robot Wars X (Excusemen, Zan Gototsky)
- Tales of Phantasia: Narikiri Dungeon X (Albert)
- Tales of the World: Radiant Mythology (Ganser)
- Tengai Makyou III-Namida (Ichimonshi)
- The Legend of Heroes: Trails in the Sky (Dr. Albert Russell)
- The Legend of Heroes: Trails in the Sky the 3rd (Dr. Albert Russell)
- Xenoblade Chronicles 2 (Cole)